# Eitr
Eitr je tekutá substance, která je v severské mytologii původem všech živých bytostí; první obr Ymir byl počat z eitru. Eitr vznikl z ledu z Niflheimu a ohnivých jisker Múspellheimu. Eitr je velmi jedovatá substance a dokáže zabít i bohy. Vylučuje ji také had Jörmungandr a další plazi.

## Etymologie
Slovo „eitr“ se vyskytuje ve většině germánských jazyků (jež jsou odvozeny ze staré severštiny): v islandštině/faerštině eitur, v dánštině edder, ve švédštině etter. Příbuzná slova existují v nizozemštině etter, v němčině Eiter, ve staré sasštině ĕttar, ve staroangličtině ăttor. Slovo je volně překládáno jako jedovatý, zlý, špatný, rozhněvaný, zlověstný, apod.
Slovo je užíváno v severském folklóru jako synonymum pro hadí jed.